# Centrale géothermique de Malitbog
La centrale géothermique de Malitbog est une centrale géothermique située aux Philippines. C'est la plus importante centrale géothermique d'un seul tenant au monde en termes de capacité électrique. 